# Cobanus unicolor
Cobanus unicolor är en spindelart som beskrevs av Pickard-Cambridge F. 1900. Cobanus unicolor ingår i släktet Cobanus och familjen hoppspindlar. Inga underarter finns listade i Catalogue of Life.